# Фикардо (Мачерата)
Фикардо (итал. Ficcardo) насеље је у Италији у округу Мачерата, региону Марке.
Према процени из 2011. у насељу је живело 15 становника. Насеље се налази на надморској висини од 485 м.